# François Welgryn
 (mai 2019).
François Welgryn, né à Paris, est un parolier français.

## Biographie
Après des études supérieures et un parcours de comédien, il travaille dans le monde de la musique.
Après Noa en 2000 avec les adaptations Si je m'abandonne à toi et The beauty of that, au début des années 2000, il travaille pour Amel Bent : Le droit à l'erreur, Elodie Frégé : Viens jusqu'à moi, Linkup : Mon étoile (top 1 single) et deux titres sur le premier album de Thierry Amiel.
Puis, il travaille avec Johnny Hallyday (Affronte-moi, 2004), David Hallyday (Côté sombre, 2004), Chimène Badi (Malgré tout, 2007), Natasha St Pier (Les murmures de la fin, 2009)  Garou (Si tu veux que je ne t'aime plus, 2010) ou Amel Bent avec qui il collabore sur ses 6 albums. Celine Dion chante Les jours comme ça en 2012.
En 2013,il écrit pour Tal le single "à l'international" extrait de son 2e album À l'Infini, écrit 10 titres sur l'album de Yoann Freget, et signe en juin 2014 le premier single de Kendji "color gitano", récompensé de deux prix (NRJ Music award de la chanson francophone de l'année et prix de l'UNAC) pour un album dépassant 1.500.000 ventes.
Il travaille en parallèle au développement de jeunes artistes : Soha (album en 2008, 80 000 exemplaires), Pauline (dont le single Allo le monde, 2008), John Mamann (Pas jaloux, On est tous comme ça, 2009), le groupe PZK avec lequel il coécrit "chuis bo" (2011), En 2016, il travaille avec Amir et le groupe "We are world citizens" dont il écrit tous les textes, et s'implique sur les développements des artistes Megan (Columbia), Laurène et Louis (BMG), Margaux Simone,  Christophe Herault. 2017 est l'année des jeunes talents avec Lennikim (Yolo), Angie Robba (Freaking day, playtwo) et Lou (A mon âge); 2018 est sous l'influence d'icones internationales comme Petula Clark, Ginette Reno ou Andrea Bocelli et il continue à écrire pour des chanteurs établis de toutes générations (David Hallyday, Amel Bent, Lou, Carla. Gjon's tears..) tout en s'investissant dans le développement de jeunes talents comme  Gervaise, LIGHTeR, Whities ou June the Girl en co-creant avec eux l'ensemble de leur proposition
Il collabore  dans d'autres pays, comme la chanson La culpa de Tamara (Espagne, 2008), la chanteuse tchèque Iva Frühlingová (en duo avec le comédien Pierre Richard, La chanson de Pierre 2007), le numéro 1 canadien Mario Pelchat (2 singles en 2007 et 2013), Ginette Reno, ou la gagnante Chiara Galiazzo de XFactor Italie en 2012 qui adapte sa chanson "mil pasos" créée par Soha, pour en faire un single en duo avec Fiorella Mannoia. Cette dernière chanson cumule plus de 120 millions de vues, 22 millions de streams avec des versions en Russie, Roumanie, Turquie, ou en Espagne où elle ressort en 2019 en version latino pop, et est synchronisée sur la série Disney "The Ignorant Angels" (2022).
Depuis 2011, il développe ses relations avec le Canada et signe avec sa société d'édition ses premiers contrats de sous-édition au Japon et au Canada.
En 15 ans, plus de 40 projets rentrent ainsi dans les top20 français, canadiens, italiens ou espagnols, contribuant à plus de 9 millions de disques originaux vendus.
Il collabore avec Antoine Essertier, Davide Esposito, William Rousseau, Quentin Mosimann, David Gategno, Jérôme Sebag, Franck Langolf, Matthieu Mendès, Renaud Rebillaud... Il participe en 2007 à la session d'écriture des équipes Atletico menée par Pascal Obispo. Il fait partie en 2009 de la 30e session des Rencontres d'Astaffort, avec Daby Touré, Lili Ster, Célina Ramsauer et Charlie..., dont est issu le documentaire La Cour de création produit par Zycopolis.
Editorialement, il aide au développement de jeunes artistes et de jeunes compositeurs comme Renan Gerodolle, Xavier Druot, Marc Demais, ainsi que Margaux Simone. Il contribue à la signature du groupe  Yalta Club chez Atmospheriques ou à celle de Pauline chez Warner.
En 2022, il monte avec William Rousseau le label Intense pour défendre les jeunes artistes avec qui il co-crée. Premières sorties: les  projets de June the Girl et Gervaise avec EP et concerts en 2023. Il continue d'écrire pour les grands artistes comme Tina Arena (3 titres en français sur l'album "love saves"), Jeanick Fournier, gagnante de Canada got talent, ou Gaël Garcia.et écrit les deux singles des gagnants The Voice France en 2023 et 2024.

## Projet enfants
En 2001 et 2003, il est le créateur et coproducteur du projet enfant Le petit monde de mademoiselle prout 1 et 2, composé par Tina Harris et distribué par Universal Jeunesse. Le projet est deux années de suite le projet enfant le plus vendu après Henri Dès avec plus de 50 000 albums écoulés sur les 3-7 ans, et le premier album enfant à être consacré "coup de cœur de la Fnac". 
Une licence livre est faite avec les éditions Mango qui donne naissance à 6 livres dont il signe les histoires.

## Télévision et cinéma
François Welgryn écrit également des chansons pour la télévision avec les génériques Que du bonheur pour TF1 (2008), Pas de secrets entre nous pour M6 (2008), Mon père dort au grenier pour France télévision (2009), générique du talk-show certains l'aiment show animé par Stéphanie Renouvin (France 5, 2010), chansons pour le téléfilm Un amour de fantôme (M6, 2008 avec Virginie Efira); ou pour le cinéma : chansons des films Gloups ! je suis un poisson (2001), Astérix et les vikings" (2007), Le code a changé (2009), et en 2014, le générique original du film "la belle et la bête" de Christophe Gans. 
En 2018, il signe avec Marc Demais la chanson du générique "la princesse des glaces". et le générique français du Disney "Casse Noisette et les 4 royaumes" chanté par Andrea Bocelli

## Autre
François Welgryn a monté sa société d'éditions, Intense, dont il est le gérant.
Il a été par ailleurs membre de la commission des variétés de la SACEM de 2005 à 2009, membre de la commission de gestion du droit de reproduction mécanique (2010-2012) ainsi que de la commission de l'autoproduction (2011-2019)
Il intervient en 2022 dans l'ecole de formation "le Dalida institute" en Masterclass et en suivi des élèves pour les aider à affirmer leur direction artistique, en binôme avec William Rousseau

## Extraits de la discographie
- Les Nubians "Les portes du souvenir" (1999)
- Jane Fostin "Le Gospel Est là" (2000)
- Noa "Si je m'abandonne à toi" (2000)
- Léna Ka "Sur mon épaule" (2000)
- David Charvet "Jusqu'au bout" (2002, top6 single)
- Thierry Amiel "Entends-tu les hommes" et "2000 ans sur la terre" (2003, top3 album)
- Link Up "Mon étoile" (top1 single) "une seconde d'éternité" (top20 single) "you and me bubblin'"... (top10 single) (2003, 7 titres sur l'album)
- Elodie Frégé "Viens jusqu'à moi" (2004, top6 single)
- Amel Bent "Le droit à l'erreur" (2004, top7 single)
- David Hallyday "Côté sombre", "J'aime en toi" (2004, top14 album)
- Johnny Hallyday "Affronte-moi" (2005, top1 album)
- Sofia Essaidi "Choop choop" (2005)
- Mario Pelchat "Ouvre-moi le ciel" (2006, top1 album Canada)
- Maxime Nucci "Espèce humaine" (2006)
- Chimène Badi "Malgré tout" (2006, top3 album, single)
- Natasha St Pier "Les murmures de la fin" (2007, top16 album)
- Pauline "Allo le monde" et 5 autres titres (2007, top8 single)
- Amel Bent "Tu n'es plus là" (2008, top4 single )
- Soha "tourbillon", "mil pasos" et 9 autres titres (2008, album nommé aux victoires de la musique)
- John Mamann "Pas jaloux" "On est tous comme ça"...(2009)
- Garou "Si tu veux que je ne t'aime plus" (2010)
- PZK "Chuis bo" (2011)
- Amel Bent "Toi", "Les chansons tristes" et "À quoi tu penses"...(2011)
- Émilie Lesvesque "Les choses vraies" (single, top10 airplay Canada, top10 album francophone) et "La douceur des dimanches" (Canada, 2012)
- Daby Touré "un dernier rêve" (2012)
- Louisy Joseph "L'âge que tu me donnes" (2012)
- Baptiste Giabiconi "De l'amour et des étoiles" (2012, single, top1 album)
- Céline Dion "les jours comme ça" (2012) (top1 album France, Canada)
- Chiara Galiazo (gagnante "the voice" Italie 2012) single "Mille passi" en duo avec Fiorella Mannoia (2013, top2 album, top20 single Italie, wind music award)
- Pauline "Je parle je parle" (2013) et 6 titres sur l'album (2013)
- Tal "À l'international" (2013, top20 single, top3 album)
- Babylon Circus "Open bar" (2013)
- Nadja: 3 chansons sur l'album "Des réponses" (Canada, 2013, top10 album)
- Florence K: 1 titre sur l'album canadien "I'm leaving you" (Canada, 2013)
- Mario Pelchat: single "La fin du voyage" (Canada, 2013, top1 album Canada)
- Anthony Touma "Si tu n'as rien à faire" (2013) (top2 itunes Liban), 3 autres titres sur l'album (2014)
- Amel Bent "Par les temps qui courent" et "En silence" sur la tournée "Instinct tour" (2013)  et sur l'album (2014, top 8 album)
- Yoann Freget 12 titres sur l'album, dont "Sauras-tu m'aimer", générique de La belle et la bête (2014) (top 20 album)
- Olympe 1 titre sur l'album (2014) (top 20 album)
- David Carreira single "Viser le KO" (2014, co-ecriture, top 8 album)
- Kendji "Color gitano" (2014, top11 titre, top1 album)
- Christophe Heraut 11 titres sur l'album dont "De toutes les couleurs" (2014)
- Helène Segara : 3 titres sur l'album (2014, top16 album)
- Julie Zenatti: 2 titres sur l'album (2015, top12 album)
- Chimène Badi  "de quoi on se souvient" sur le nouvel album (2015, top 6 album)
- Amir "lost" sur l'album "au cœur de moi" (2016, top 6 album)
- Lennikim "Yolo" (2016, single top 10 itunes quebec)
- We are world citizens, 12 titres de l'album dont "smile" et "universels" (2017)
- Angie Robba "Freaking day" (2017, single)
- Lou (2017, 2 titres sur l'album, top12 France dont le single "A mon âge")
- Margaux Simone (2018, 3 titres sur l'EP dont le single "bikini queen icon" en co-ecriture)
- Lucie Vaggenheim (2018, single "my world", en présélection eurovision)
- June the Girl (2018, single "same", en présélection eurovision)
- Tina Arena (2018, 4 titres sur l'album)
- Petula Clark (2018, 1 titre sur l'album)
- Amaury Vassili (2018, 1 titre sur l'album)
- Ginette Reno (2018, 1 titre sur l'album, top1 album Canada)
- Andrea Bocelli (2018, 2 titres sur l'album français, générique français du film Disney "casse-noisette et les 4 royaumes")
- Damien Lauretta (2019, single "calle verdi")
- Lou (2019, 1 titres sur l'album, Top20 France)
- Isabelle A (2019, 2 titres sur l'album, Top10 Hollande)
- Amel Bent (2019, "ton jugement", Top12 France)
- Whities (2019, 4 titres sur l'EP "My name is Whities" dont les singles "La folie belle" et "Têtu")
- Andrea Bocelli (2019, un titre dans la réédition monde de l'album)
- Simon Morin (2019, 1 titre sur l'album, Canada)
- Lighter (2019, single "juste avant les vagues")
- Xuso Jones (2019, single "mil pasos" en Espagne et en France)
- Sophie Pelletier (2020, single "liquide", Quebec, top1 radio correspondants)
- June the Girl (2020, singles "I'm the girl" et "lamentable",  EP, France)
- Carla (2020, 1 titre sur l'album)
- June the Girl (2020, single inédit "fresh air")
- Gaviny (2020, single "des violons des voiles")
- David Hallyday (2020, 2 titres sur l'album dont le single "Hallucinogène")
- Eskemo (2020, 1 titre sur l'album)
- Lighter (2021, single "les landes" et 5 titres de l'EP "Electro Mélancolie")
- Carla (2021, single "summer summer" sur l'album)
- Whities (2021, 2 titres sur l'EP "I’m Whities" dont le single "Dans le futur")
- Mario Pelchat (2021, 1 titre, top1 album Quebec)
- Amel Bent (2021, 1 titre, top1 album France)
- Sheila (2021, 1 titre "Tout a commencé par un rêve" sur l'album)
- Whities "Pop Christmas" (2021, single)
- Gjon's tears "Silhouette" (2022, single)
- 2freres "Lien de sang" (2022, 1 titre, top 1 album Québec)
- Gervaise "J'le féminin” (2022, single)
- Whities "RedHot" (2023, single)
- Chérine "ça m'ennuie pas" (2023, selection Eurosong Belgique, top25 Belgique)
- Jeanick Fournier "précieux" (2023, gagnante Canada Got Talent, album top2 Quebec)
- Tina Arena "Je me rapproche" (2023, single et 3 titres sur l'album, Top1 Australie)
- Gervaise "F*ck mon corps" (2023, single et 4 titres sur l'EP "chair tendre" )
- June the girl "Welcome to my terreurs" (2023, 3 singles et 5 titres sur l'EP)
- Les soignantes (2023, titre "une femme", top20 album France)
- Gaël Garcia "Tout ce que nous sommes" (2024, single)
- Laure Giordano "J'ose" (2024, single)
- Aurelien Vivos "La plupart du temps" (2024, single, gagnant The Voice France 2023)[1]
- Alphonse "À tous les coups" (2024, single, gagnant The Voice France 2024)[2]